# Maskaure sameby
Maskaure sameby är en skogssameby i Arjeplogs kommun, Arjeplogs församling, mellersta Lappland, Norrbottens län. Byn gränsar i söder (sydväst) mot Grans sameby, i väster mot Svaipa sameby och i norr mot Semisjaur-Njarg sameby, samtliga av de nyss nämnda är så kallade fjällsamebyar. I nordost gränsar Maskaure mot Västra Kikkejaur sameby och i sydost mot Mausjaur samt Malå samebyar, de tre senast nämnda är skogssamebyar. 
Att Maskaure är en skogssameby innebär att renarna är i skogslandet hela året. Åretruntmarkerna ligger ovanför lappmarksgränsen och vinterbetesmarkerna nedanför.

## Område
- I söder "Laisälven från Hällbacken till Haukebolojokks inflöde, denna bäck uppför, stigen till Jertsjaur och gränsen mot Västerbottens län från Jertsjaur till Skellefte älvs utlopp ur Naustajaure".
- I väster "Kruturjaure och en rät linje från denna sjö till Hällbäcken".
- I norr "Storavan, Välma, Uddjaur, Flukat, Aisjaur, Jutisälven, Jutissjöarna samt Kruturjaure".
- I öster "sträcker sig samebyn så långt som samerna enligt sedvanerätt plägat utsträcka sina flyttningar".

Längden är ovanför lappmarksgränsen cirka 90 kilometer. Största bredd är cirka 30 kilometer. Arealen var (1968) 1326 km².
Före 1946 omfattade Maskaure även ett område öster om Uddjaur-Storavan, vilket detta år tilldelades Västra Kikkejaur sameby. Dessutom omfattade byn ett annat område öster om Storavan-Naustajaure, vilket tilldelades Mausjaur sameby.

## Historia
Skogssamerna i södra Lappland är en ursprungsbefolkning. Befolkningen inom Maskaur sameby tillhör språkhistoriskt den nordliga umesamiska språkgruppen och har varit en skogssamisk befolkning mycket länge. I området kring Arjeplog och västerut vidtar dock det pitesamiska språkområdet, vilket emellertid mest berör de fjällsamebyar som ligger mellan Arjeplog och gränsen mot Norge. Historiskt har Pitesamiska talats inom Maskaurs sameby.
År 1889 trädde 1886 års renbeteslag i kraft. Lagen innebar att det administrativa begreppet sameby (lappby), infördes i svensk lag, vilket i huvudsak innebar att nyttjanderätten till mark i fjällområdet blev gemensam (kollektiv). Därmed uppstod en administrativ skillnad mellan renägande och icke-renägande samer, vilken kommit att innebära många problem samt splittring som inte har någon historisk relevans.
Ernst Manker anger en del Äldre förhållanden; 
Före 1946 kallades Maskaurs sameby sedan gammalt Arjeplogs lappby och omfattade då även de områden som samma år avskiljdes till Västra Kikkejaur respektive Mausjaur (se ovan).
Renskötarna i det ursprungliga området för Arjeplogs lappby hade Radnejaur (Radnaur) som huvudviste och utgjorde då en särskild grupp - Radnejaur-gruppen. Denna grupp ägde renar, vars vandringsstråk gick Radnejaure-Allejaure och i fortsättningen samma led som Västra Kikkejaur sameby till ett gemensamt vinterland.
I området fanns även tidigare en ledande grupp med beteckningen Tjäktjus-gruppen, som hörde hemma i områdets nedre del. Om denna grupp har lappfogde Erik Hedbäck lämnat uppgifter till 1930 års lapputedning. Han lämnade sina uppgifter år 1932 av vilka bland annat framgår att "Gruppen ... utgör i skrivande stund (1932) endast en spillra av sin tidigare uppbyggnad, med endast en renskötande husbonde (Jonas Mattsson, avliden 1932) och något hundratal renar". Tjäktjusgruppen uppgick senare i Maskaure-gruppen.
I traditionen inom området har den så kallade Guoksak-gumman (eg. Inga Enarsdotter Nyman) varit en centralgestalt. Som ensam i sin släkt hade hon hela landet kring Maskaure som sitt lappskatteland. Hon stred mot nykomlingarna i området avseende såväl fisket som slåtterängarna. Hon var aggressiv och till exempel tände hon eld på hässjor med hö, som orättmätigt hade tagits på hennes myr. Guoksak-gumman begav sig slutligen år 1866 till fots mot Stockholm för att "gå till kungs" men hon blev sedan dess "borta".
Israel Ruong har antagit att Guoksak-gumman "representerade en äldre skogslappbefolkning i dessa trakter, vilken försvunnit och ersatts ev en ny, som kom österifrån".

## Platser (enligt Mankers ordning)
| - Maskaur - Stentorp (sjön Maskaures nordsida) - Tjäktjokk (Tjäktjus) - Slagnäs - Hällbacken - Jutis | - Laisvall - Båtsjaur - Racksund - Kasker - Brännäs - Sundås | - Udden - Sjulnäs - Björkliden - Mjölkberg - Gargejaur |

## Järnvägsstation vidInlandsbanan
- Slagnäs

## Sjöar
- Fluka
- Jertsjaure
- Mullejaure
- Naustajaure
- Sebnejaure
- Uljejaure
- Östra Jutis